# 검군
검군(劒君, ?~628년)은 신라의 관리로, 낭도 출신이자 사량궁 소속 사인이다.

## 행적
628년에 대기근이 닥쳐 여러 사인(舍人)들이 함께 모의하여 창예창(唱翳倉)의 곡식을 훔쳐 나누었다. 검군은 혼자 그것을 받지 않았는데, 이에 검군이 사실을 밀고할까봐 두려워한 사인들이 그를 잡아다가 독약을 먹여 죽였다. 《삼국사기》에서는 "(검군은) 죽어야 할 데가 아닌데 죽었으니 태산을 기러기 털보다 가볍게 여긴 것이라고 할 수 있다."라고 평가했다.

## 검군이 등장하는 작품
- 《삼국기》-(KBS, 1992년~1993년, 배우:이일재)
- 《대왕의 꿈》(KBS, 2012년, 배우:김혁)

## 관련 전기 자료
- 《삼국사기》 권48, 〈열전〉8, 검군